# Huevo del enrejado de diamantes
El huevo del enrejado de diamantes es un huevo de Pascua esmaltado enjoyado fabricado por August Holmström con supervisión del joyero ruso Peter Carl Fabergé en 1892. Es uno de los huevos imperiales de Fabergé, elaborado para Alejandro III de Rusia, quien se lo regaló a su esposa, la emperatriz María Feodorovna. Es propiedad de Dorothy McFerrin, y está en exhibición en el Museo de Ciencias Naturales de Houston.
Costó 4.750 rublos de plata y contenía un elefante de marfil cubierto de piedras preciosas autómata. La sorpresa, que se creía desaparecida durante muchos años, se descubrió en 2015 en la colección de la familia real británica.

## Diseño
Está hecho de jadeíta, oro, diamantes de talla rosa y está forrado con satén blanco. Está tallado en jadeíta verde pálido y está encerrado en un entramado de diamantes de talla rosa con monturas de oro. El huevo tiene bisagras y un gran diamante se asienta en su base. Originalmente se apoyaba sostenido por tres putti plateados que se decía que representaban a los tres hijos de la pareja imperial, los grandes duques Nicolás, Jorge y Miguel. Estos putti estaban colocados sobre una base circular de jadeíta. Este pedestal se encuentra perdido.

## Sorpresa

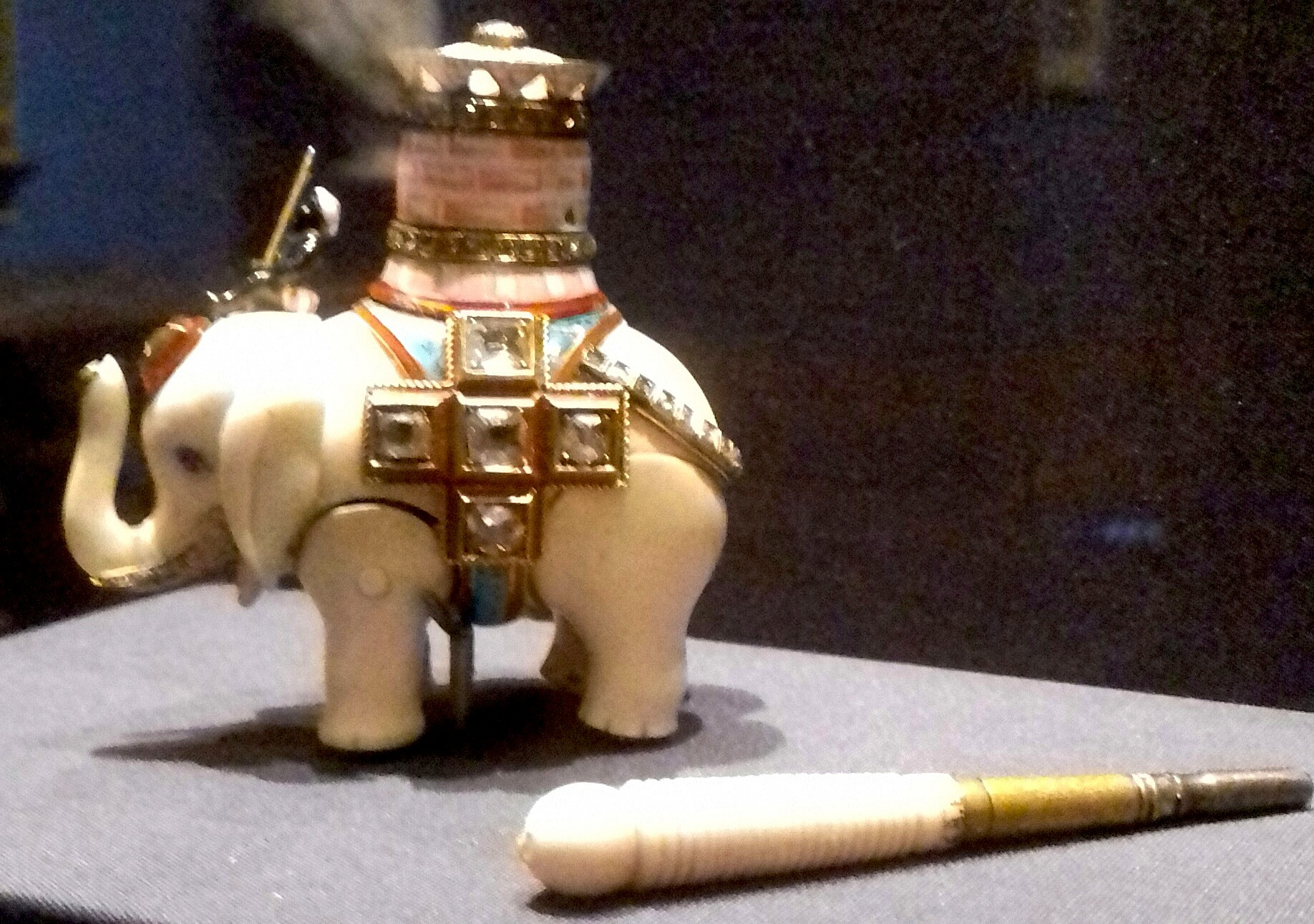
Elefante autómata y llave de cuerda. Aparte de un préstamo especial de un año, el huevo y su sorpresa no se exhiben juntos ya que ambos artículos pertenecen a colecciones diferentes.

La sorpresa es un elefante autómata en marfil. Fue el primer autómata fabricado por Fabergé para un huevo imperial, su siguiente autómata se fabricó en 1900 para el Huevo de la piña presentado a Barbara Kelch. Se describió detalladamente cuando el huevo se llevó al Palacio de Gátchina. Una pequeña llave le daba cuerda el elefante de marfil que tenía una pequeña torre de oro en su espalda decorada con diamantes de talla rosa. Los costados del elefante estaban decorados con oro y cinco piedras preciosas. Los colmillos, la trompa y el arnés estaban decorados con pequeños diamantes, y sobre su cabeza se sentaba un mahout negro. El elefante tenía un significado especial; el diseño se asemeja a la insignia de la Orden del Elefante, la principal en Dinamarca, la patria de la emperatriz María Feodorovna. Probablemente fue vendido por los soviéticos al mismo tiempo que su huevo, y pudo haber sido revendido por Wartski. Se creía perdido, pero Jorge V lo había comprado y se encontraba en un gabinete en el Palacio de Buckingham, donde en 2015 fue identificado como la sorpresa perdida por la conservadora principal de la Royal Collection Trust, Caroline de Guitaut.
La sorpresa y el huevo se exhibieron juntos por primera vez en el Museo de Ciencias Naturales de Houston en 2017 desde la identificación de la sorpresa, donde la Royal Collection prestó la sorpresa durante un año.

## Propietarios

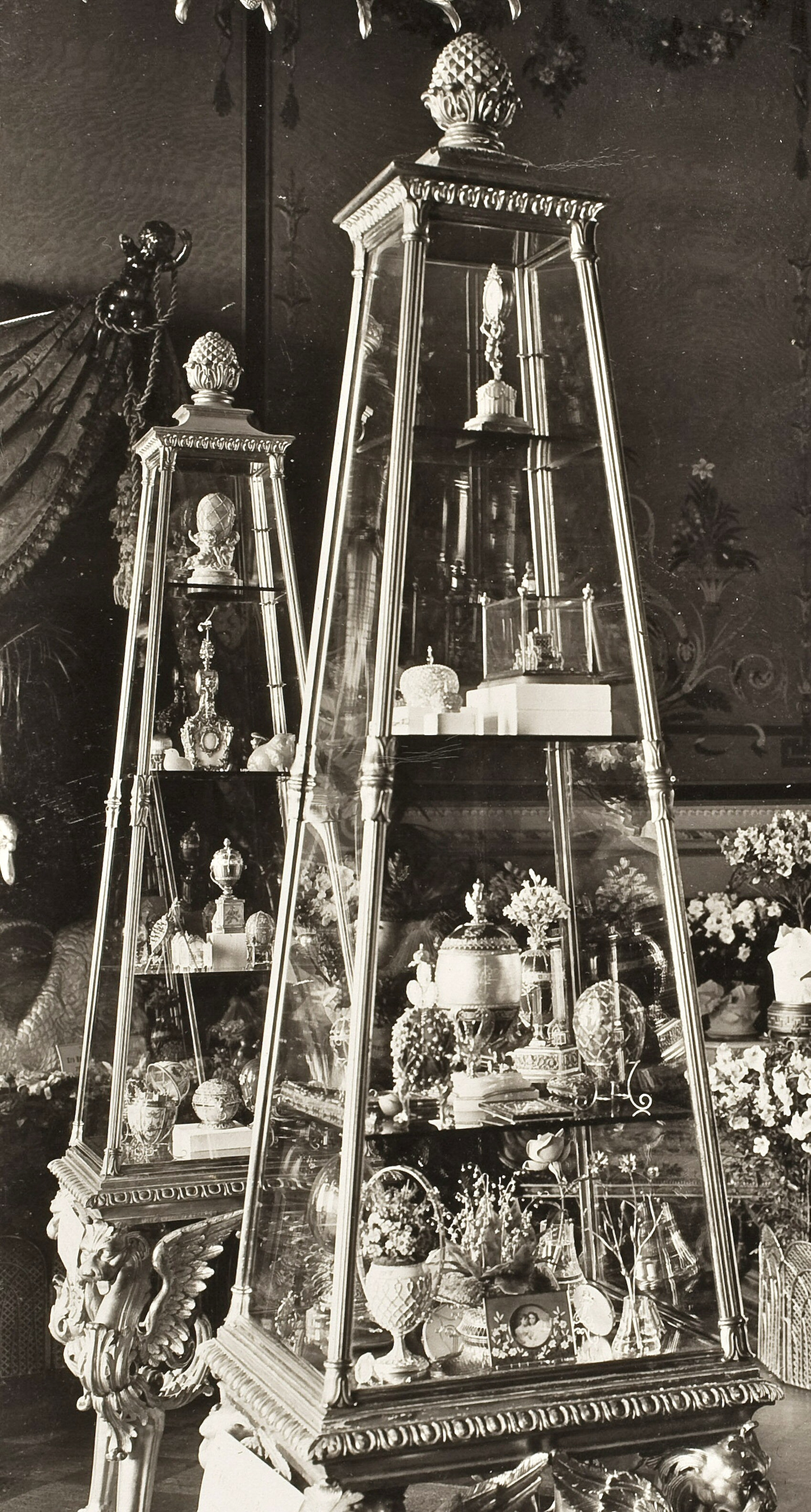
Fotografía de las vitrinas piramidales donde se mostraron los huevos y objetos Fabergé propiedad de la emperatriz viuda María, detrás, y la emperatriz Alejandra, delante, en la exposición benéfica celebrada en la mansión von Dervis en 1902. El huevo del enrejado de diamantes en su forma completa original se ve detrás en la parte superior.

Fue obsequiado a la emperatriz María Feodorovna por su esposo, Alejandro III de Rusia, el 5 de abril de 1892, y posteriormente fue ubicado en el Palacio de Gatchina. Fue uno de los 40 huevos enviados a la Armería del Kremlin por el Gobierno Provisional de Rusia para su custodia en septiembre de 1917. Fue transferido al Consejo de Comisarios del Pueblo en 1922, y alrededor de 1927 fue vendido por Antikvariat a Michel Norman de Australian Pearl Company. Posteriormente fue comprado por Emanuel Snowman, de los joyeros de Londres, Wartski, fue comprado a Wartski por el Sr. TB Kitson en octubre de 1929. Después de la muerte de Kitson, Sotheby's lo subastó en diciembre de 1962 por 2400 libras, siendo comprado por un agente de compradores, llamado Drager. Posteriormente, el huevo fue propiedad de una colección privada en el Reino Unido de 1962 a 1977, estando en otra colección privada de Londres en 1983.
El huevo en sí es actualmente propiedad de Dorothy McFerrin, la viuda del exitoso hombre de negocios de la industria química y petrolera de Houston, Artie McFerring, quien tiene una de las colecciones privadas más grandes de artilugios Fabergé de los Estados Unidos. Además del huevo Diamond Trellis, McFerrin posee huevos Fabergé realizados para el noble ruso Alexander Kelch y el barón petrolero sueco-ruso Emanuel Nobel.
Este huevo se exhibió en el Museo de Victoria y Alberto de Londres en 1977, el Museo de Artes Aplicadas de Helsinki en 1980, el Museo Cooper-Hewitt de Nueva York en 1983 y el Museo Nacional Sueco en Estocolmo en 1997.